# Nglinggi
Nglinggi is een bestuurslaag in het regentschap Klaten van de provincie Midden-Java, Indonesië. Nglinggi telt 1894 inwoners (volkstelling 2010).